# Österreichisches Küstenland

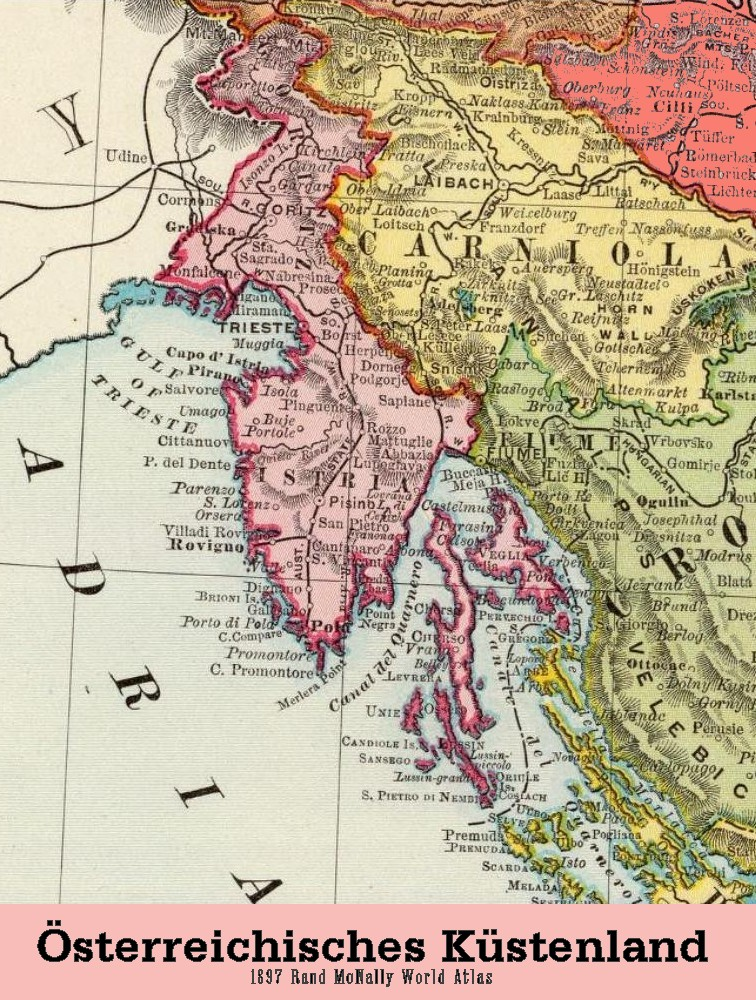
Österreichisches Küstenland (1897)

Das Österreichische Küstenland (meist nur Küstenland, gelegentlich auch im Plural Österreichische Küstenlande, auch bekannt als lateinisch Litorale, italienisch Litorale Austriaco, slowenisch Avstrijska Primorska, kroatisch Austrijsko Primorje, ungarisch Tengermellék) ist eine zusammenfassende Bezeichnung für die ab dem 14. Jahrhundert zusammengekommenen habsburgischen Besitzungen an der oberen Adria.
Von 1849 bis 1861 war das Österreichische Küstenland ein eigenes Kronland im Kaisertum Österreich, bis 1918 schließlich war Österreichisch-illirisches Küstenland die zusammenfassende Bezeichnung für die drei österreichischen, nach 1867 cisleithanischen Kronländer
- Markgrafschaft Istrien,
- Gefürstete Grafschaft Görz und Gradisca und
- Reichsunmittelbare Stadt Triest und ihr Gebiet

bis zum Zerfall Österreich-Ungarns 1918.

## Geschichte
Die einzelnen Länder und auch einzelne Landstriche waren zu ganz unterschiedlichen Zeiten unter habsburgische Herrschaft gekommen: 1335 die Krain als Hinterland, dann 1366 bis 1476 Duino und Fiume (Rijeka) an der Adria,
1374 Istrien, 1382 Triest, 1500 die Innere Grafschaft Görz, 1717 Gradisca, zuletzt 1797 die Westküste von Istrien. Die Küstenlande waren bis 1849 Teil der in nachnapoleonischer Zeit geschaffenen österreichischen Verwaltungseinheit Königreich Illyrien. Sie umfassten das Gebiet der Gefürsteten Grafschaft Görz und Gradiska, die Reichsunmittelbare Stadt Triest und die Markgrafschaft Istrien.
Im Jahre 1849 wurde das Küstenland formal Kronland mit Triest als Hauptstadt.
Mit der Reichsverfassung von 1861 erlangten die drei Bestandteile des Küstenlandes ihre Eigenschaft als eigenständige Kronländer mit Landtag, Landesausschuss und vom Kaiser bestelltem Landeshauptmann, doch blieben der gemeinsame k.k. Statthalter (Landeschef) für das österreichisch-illirische Küstenland in Triest und das gemeinsame Landesgesetzblatt (nicht gemeinsame Gesetze, nur gemeinsame Veröffentlichung) bis 1918 erhalten.
Zum Ende des Ersten Weltkriegs wurde das Küstenland Anfang November 1918 von der italienischen Armee besetzt. Obwohl die Region mehrheitlich slowenischsprachig war, fiel sie im Ergebnis des Vertrags von Saint-Germain 1919 an Italien und wurde Teil der neu gebildeten Region Venezia Giulia (Julisch Venetien). In der Zeit des italienischen Faschismus kämpfte die Untergrundorganisation TIGR für den Anschluss an das Königreich Jugoslawien. 1945 kam ein Teil des Gebietes an das Freie Territorium Triest, der oberste Isonzo/Sontig/Soča hingegen an Slowenien, das Teilrepublik der Sozialistischen Föderativen Republik Jugoslawien wurde. Der Nordteil des Freien Territoriums Triest (slowenisch Svobodno tržaško ozemlje) fiel 1954 an Italien zurück (ehemals „Zone A“). Der Süden (die ehemalige „Zone B“) wurde dem damaligen Jugoslawien angeschlossen: der Großteil Istriens an Kroatien, der Rest an Slowenien, wo es mit dem 1945 an Slowenien gefallenen oberen Isonzotal die Region Primorska bildet.
Heute gehört Istrien größtenteils zu Kroatien und der nördlichste Teil zu Slowenien. Die Bezeichnung Küstenland lebt heute in der Region Slovenska Primorska und dem ehemals transleithanischen angrenzenden Hrvatsko Primorje weiter.

Einteilung Österreich-Ungarns: 7 = Österreichische Küstenlande

| Wappen der Litorale 1849–1867 | Geviert, oben schräggespalten in Silber und Rot und ein goldener Löwe für Görz, und das Ankerkreuz von Gradisca, unten vorne Doppeladler und Gleve für Triest, hinten Istriens Ziegenbock. Darüber die illyrische Zackenkrone (Heidenkrone, Davidskrone) |

## Geographie
Das Küstenland hatte eine Größe von etwa 8000 km² und 1910 rund 900.000 Einwohner. Von den Einwohnern waren fast die Hälfte Italiener, ein Viertel Slowenen, ein Fünftel Kroaten und fünf Prozent Deutsche.
Triest hatte als größter See- und Handelshafen der Donaumonarchie enorme wirtschaftliche Bedeutung für die Monarchie; die Eröffnung der Eisenbahnlinie Wien-Triest im Jahre 1857 war entsprechend wichtig.
Aufgrund des aufkommenden Tourismus hatte die Küste von Görz und Istrien – nördlich und südlich von Triest sowie um Abbazia – den Beinamen Österreichische Riviera.

### Verwaltungsgliederung (1868–1918)

#### Görz und Gradisca, Gefürstete Grafschaft
Bezirke
| - Bezirk Gradisca - Bezirk Görz - Stadt Görz | - Bezirk Monfalcone - Bezirk Sesana - Bezirk Tolmein |

Gerichtsbezirke
| - Gerichtsbezirk Cervignano - Gerichtsbezirk Comen - Gerichtsbezirk Cormons - Gerichtsbezirk Flitsch - Gerichtsbezirk Gradisca | - Gerichtsbezirk Görz - Gerichtsbezirk Haidenschaft - Gerichtsbezirk Kanalburg - Gerichtsbezirk Karfreit - Gerichtsbezirk Kirchheim | - Gerichtsbezirk Monfalcone - Gerichtsbezirk Sesana - Gerichtsbezirk Tolmein |

#### Istrien, Markgrafschaft
Bezirke
| - Bezirk Capodistria - Bezirk Lussin - Bezirk Parenzo - Bezirk Pisino | - Bezirk Pola - Bezirk Veglia - Bezirk Volosca-Abbazia |

Gerichtsbezirke
| - Gerichtsbezirk Albona - Gerichtsbezirk Buje - Gerichtsbezirk Capodistria - Gerichtsbezirk Castelnuovo - Gerichtsbezirk Cherso - Gerichtsbezirk Dignano | - Gerichtsbezirk Lussin - Gerichtsbezirk Montona - Gerichtsbezirk Parenzo - Gerichtsbezirk Pinguente - Gerichtsbezirk Pirano - Gerichtsbezirk Pisino | - Gerichtsbezirk Pola - Gerichtsbezirk Rovigno - Gerichtsbezirk Veglia - Gerichtsbezirk Volosca-Abbazia |

#### Triest
- Reichsunmittelbare Stadt Triest und ihr Gebiet